# Eva Kunz

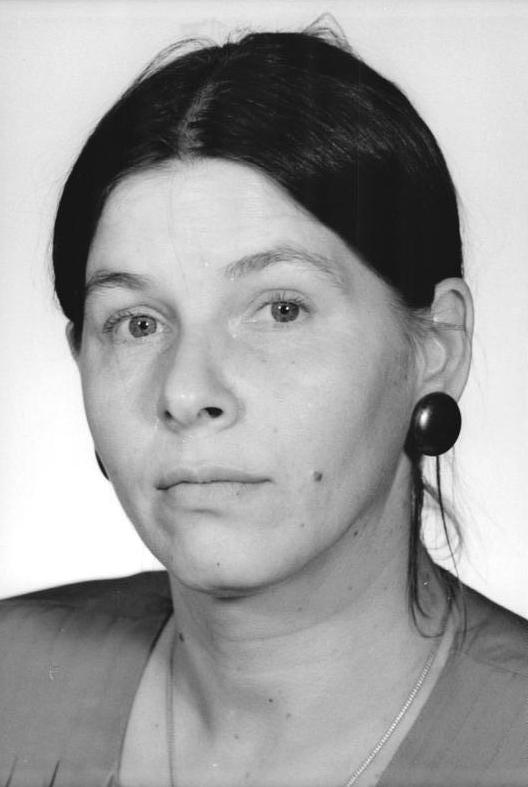
Eva Kunz (Foto: 1990)

Eva Kunz (* 9. April 1947 in Chemnitz; † 17. Juli 2023 in Berlin) war eine deutsche Politikerin (SDP, SPD).

## Werdegang
Eva Kunz war die Tochter eines Bibliothekars und einer Buchhändlerin. Sie machte 1965 das Abitur und studierte an der Humboldt-Universität zu Berlin Bibliothekswissenschaft und Psychologie. Sie wurde wissenschaftliche Assistentin an der Humboldt-Universität und arbeitete dort im Methodischen Zentrum für wissenschaftliche Bibliotheken. Von 1983 bis 1989 war sie Kirchmeisterin an der Französischen Friedrichstadtkirche in Berlin-Mitte.
Mit der Wende in der DDR trat Kunz im November 1989 der Sozialdemokratischen Partei in der DDR (SDP) bei. Bei der Volkskammerwahl im März 1990 wurde sie im Wahlkreis 1 (Berlin) gewählt. Doch bereits am 2. Juni 1990 legte sie ihr Mandat in der Volkskammer nieder, da sie im Magistrat Schwierzina als Stadträtin für Gleichstellungsfragen benannt wurde. Ab 1991 bis 2011 war Kunz Referatsleiterin u. a. unter Regine Hildebrandt im Brandenburgischen Ministerium für Arbeit, Soziales, Gesundheit und Frauen.